# Јасељда
Јасељда (блр. Ясельда; рус. Ясельда) белоруска је река и лева притока реке Припјат (део сливног подручја реке Дњепар). Једна је од најважнијих река Брестске области.
Извире у источном делу Бјаловешке шуме, у подручју Дикавске мочваре, тече преко два мања језера и улива се у Припјат на око 20 km источно од града Пинска. У горњем делу тока представља границу између Брестске и Гродњенске области. Агинским каналом повезана је са реком Шчаром (део басена реке Њемен), а преко реке Пине и канала Дњепар-Буг и са реком Мухавец (део басена Буга). Највећи део њеног корита је канализован.
Укупна дужина водотока је 250 km, а површина сливног подручја 7.790 km². Просечан проток воде на годишњем нивоу у зони ушћа је око 35,8 m³/s. Под ледом је од средине новембра до средине марта.
На њеним обалама (у горњем делу тока) налази се град Бјароза.